# 华盛顿县 (哥伦比亚特区)

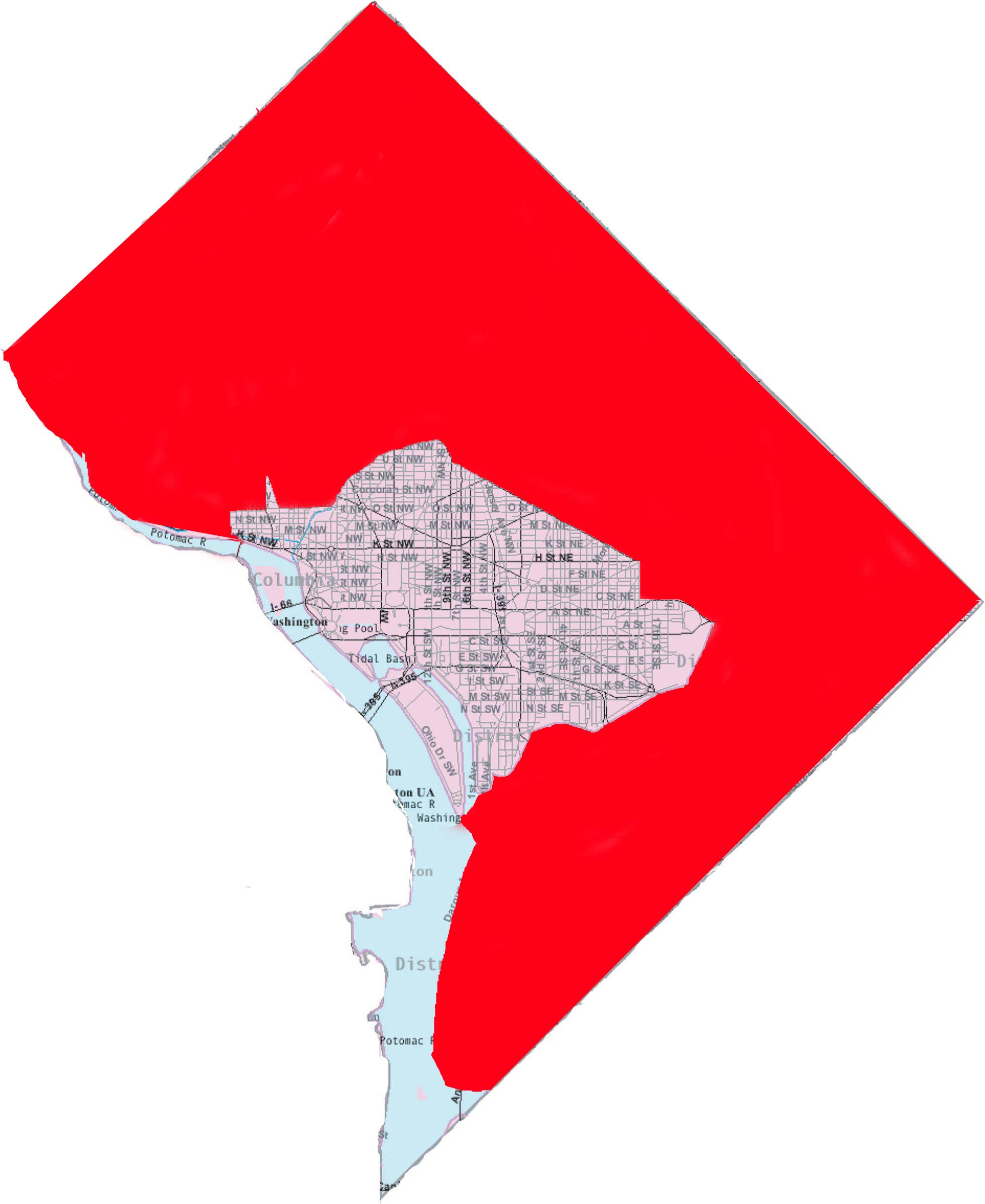
华盛顿县地圖，淺红色区域为华盛顿市

华盛顿县曾是哥伦比亚特区内的行政区划之一，范围涵蓋华盛顿特区内波多馬克河以東的地区，主要城市有华盛顿市和乔治城。该县于1801年建立，在1871年与华盛顿市和乔治城合并成特區政府。而来自弗吉尼亚州的地区则组成了阿灵顿县和亚历山德里亚市，1847年歸還維吉尼亞州。尽管华盛顿县是华盛顿特区的一部分，马里兰州法律仍适用于该县。